# Punta Cuevas (Santa Cruz)
La Punta Cuevas es un accidente geográfico costero ubicado en el departamento Magallanes en la Provincia de Santa Cruz (Argentina), más específicamente en la posición 49°12′58″S 67°40′05″O / -49.21611, -67.66806. Se encuentra a aproximadamente a 10 km al norte de la ciudad de Puerto San Julián, y al norte de la playa La Mina y al sur del Cabo Curioso.
La Punta Cuevas presenta una costa acantilada con playas de arena fina enfrente. En la base del acantilado se encuentran restos fósiles de fauna marina de momentos geológicos en los cuales la Patagonia se encontraba parcialmente cubierta por el mar, hace aproximadamente 65 millones de años. Entre los fósiles que se pueden encontrar hay ostreas y troncos fósiles La zona de Punta Cuevas es un lugar de esparcimiento para los pobladores de las ciudades cercanas, principalmente de Puerto San Julián.